# Svffer
Svffer ist eine Band, deren Mitglieder ursprünglich aus Bielefeld und Münster stammen und die sich stilistisch zwischen den Genres Hardcore und Grindcore bewegt.

## Geschichte
Ende der 2000er-Jahre lernten sich Gitarrist Benni (zu dem Zeitpunkt Mitglied bei Alpinist) und Schlagzeuger Jan Hendrik Hagemann (Unrest) im Münsteraner Club Triptychon kennen. Die Band Svffer entstand 2013 aufgrund gemeinsamer musikalischer Vorstellungen; Sängerin Löllmann kam dabei als einziges Mitglied aus dem nahegelegenen Bielefeld. Im gleichen Jahr wurde eine EP mit vier Titeln produziert. Das erste Album Lies We Live wurde in der Tonmeisterei in Oldenburg aufgenommen und erschien 2014 im Vertrieb der Hardcore- und Punklabels Per Koro Records und Vendetta Records. 2016 musste die Band ihre Aktivitäten zurückschrauben, da Sängerin Löllmann nach Berlin und Gitarrist Benni nach Köln zogen und Proben und Konzerte so seltener wurden. Im Januar 2025 kündigte die Band ihre Auflösung nach der Veröffentlichung einer letzten EP und einer folgenden Deutschlandtournee im April an. Wenige Tage vor Beginn der Tournee verschob die Band sie krankheitsbedingt auf den Herbst 2025.
Die Band unterstützt im Rahmen ihrer Möglichkeiten gelegentlich politische Aktionen und Gruppierungen, insbesondere das „Anarchist Black Cross Belarus“.
Leonie Löllmann ist parallel Sängerin der Berliner Post-Hardcore-Band Yacht Communism.

## Stil
Die Musik von Svffer enthält primär Elemente von Hardcore und Grindcore. Hardcore-typisch sind die komplexen Songstrukturen, häufige Tempiwechsel und eine rudimentäre Melodiösität. Vom Grindcore entliehen sind die hohe Spielgeschwindigkeit, Blastbeats und der surreale Kreischgesang der Sängerin. Das Tonmagnet-Blog attestiert der Musik groovige Elemente, Cvltnation sieht auch Einflüsse von Metalcore und Screamo und das Stageload-Magazin befindet einen großen Powerviolence-Einfluss sowie einige Sludge-Elemente. Das Magazin Terrorizer wiederum bezeichnet die Musik Svffers als "düsteren, mürrischen Hardcore". Die Band selbst betreibt keine Einordnung ihres musikalischen Stils bzw. bezeichnet ihn schlicht als „Krach“. Für das Genre absolut unüblich ist die Besetzung mit einem weiblichen Sänger. Die Kompositionen gehen meistens auf Ideen von Gitarrist Benni zurück und werden von der Band gemeinsam ausgearbeitet. Sängerin Löllmann zeichnet für sämtliche Texte verantwortlich, die genretypisch oftmals gesellschaftskritisch sind.

## Diskografie
- 2013: Svffer (EP, Vendetta Records)
- 2014: Lies We Live (Per Koro Records / Vendetta Records)
- 2015: Empathist (Vendetta Records)
- 2025: Eternity Moment (EP, Contraszt! Records)